# Lindwerder (Tegeler See)
Lindwerder ist eine Insel im Tegeler See im Berliner Bezirk Reinickendorf. Sie ist rund 143 Meter lang und 85 Meter breit und weist eine Fläche von 9500 m² auf. Die Insel liegt gegenüber dem Freibad Tegeler See, das sich am Westufer des Sees befindet.

## Geschichte

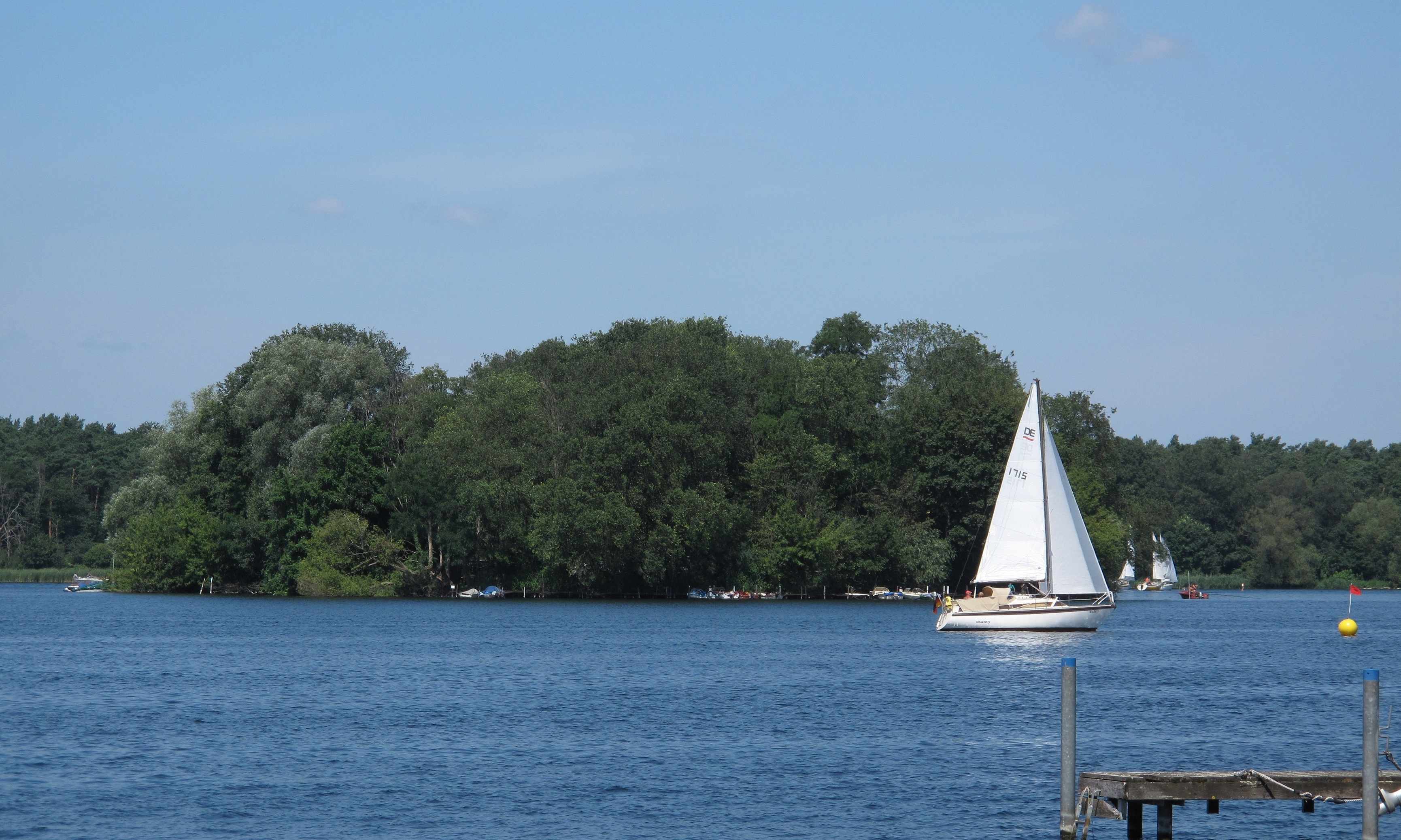
Blick vom Ostufer des Tegeler Sees auf Lindwerder

Archäologische Funde auf Lindwerder, der Nachbarinsel Scharfenberg und der Halbinsel Reiherwerder belegen, dass der Tegeler See zu der slawischen Siedlungskammer der Heveller gehörte, die auf der ehemaligen Havelinsel unter dem Spandauer Burgwall ihren Hauptsitz hatte.
Die Insel wurde in den 1930er Jahren durch Aufschüttung von Hochofenschlacke aus der Eisengießerei der nahe gelegenen Borsigwerke von ursprünglich etwa 300 m² auf ihre heutige Größe erweitert. Auf der vergrößerten Insel unternahm der Verein für Raumschiffahrt im Juli 1933 Raketenversuche.

## Naturschutz
Die Insel ist Teil des 1960 gebildeten Landschaftsschutzgebietes LSG-2C Inseln im Tegeler See. Ihre Nutzung unterliegt dadurch erheblichen Einschränkungen und bedarf zum Teil, wie beispielsweise bei Uferausbauten und bei der Anlage von Bootsstegen, Sondergenehmigungen der Naturschutzbehörde.